# Eumea luctuosa
Eumea luctuosa là một loài ruồi trong họ Tachinidae.